# Jangpyeong-myeon, Jangheung-gun
Jangpyeong-myeon (koreanska: 장평면) är en socken i kommunen Jangheung-gun i provinsen Södra Jeolla i
den södra delen av Sydkorea, 310 km söder om huvudstaden Seoul.